# Linderniella cerastioides
Linderniella cerastioides är en tvåhjärtbladig växtart som först beskrevs av Bonati, och fick sitt nu gällande namn av Fischer, Schäferhoff och Müller. Linderniella cerastioides ingår i släktet Linderniella och familjen Linderniaceae. Inga underarter finns listade i Catalogue of Life.